# JET STREAM
『JET STREAM』（ジェット・ストリーム）は、1967年7月4日（7月3日深夜）から放送されているエフエム東京 (TOKYO FM) 制作の音楽番組。現在（2023年度）は、TOKYO FMおよび、同局が幹事局を務めるJFNの加盟全局（38局）で放送枠を月 - 金曜日の24:00 - 24:55（火 - 土曜日の0:00 - 0:55）に設定している。
開始当初の放送枠は月 - 土曜日の24:00 - 25:00（火 - 日曜日の0:00 - 1:00）だったが、1973年の4月から平日のみの放送に移行。TOKYO FMが制作する番組および、JFN加盟局でのネット番組としては最も長く放送されていて、2022年7月4日（月曜日）深夜（7月5日）に放送の開始から55周年を迎えた。1970年4月24日（金曜日）深夜放送分までFM東海（東海大学が当時運営していた超短波放送実用化試験局）が制作していたが、後述する事情から同日で廃局したことに伴って、翌週4月27日深夜放送分から制作・放送の業務をエフエム東京が引き継いでいる。
日本航空と関係が深く、番組開始の当初から、一時期を除いて単独（または他社・他法人と共同）でスポンサーに付いている（詳細後述）。番組タイトルの「JET STREAM」はジェット気流を意味する英語で、パーソナリティが男性の場合には「機長」・女性の場合には「キャビンアテンダント」と称している。
本項は、2021年10月11日から2022年3月31日まで毎週月 - 金曜日（基本として20:00 - 20:30）にTOKYO MXで放送された同名の東京ローカル向け番組も取り上げる。「テレビ版」として特記しない限り、FM東海→TOKYO FM制作分のラジオ番組について記述している。

## 概要

### 略史
超短波 (FM) 放送の実用化試験局と多重放送の実験局（現在の実験試験局）を併設していたFM東海で、1967年の7月4日（3日深夜）に放送を開始。FM東海は実用化試験局に限って所轄官庁の郵政省と文部省からCMを付けての放送（広告放送）を認められ、当初から日本航空が単独で提供していた。
FM東海を運営していた東海大学は、郵政省から発行されていた無線局免許状の有効期限が1968年6月30日で満了することを前に、免許状の再発行（免許の更新）を同省に申請した。「実用化試験局と（広告放送が認められていない）実験局の区別が曖昧にされている」との理由で、免許の更新が見送られた。東海大学はこの措置を不服として郵政省を提訴したが、裁判所による調停を受けて、実用化試験局の免許を返上。FM東海は多重放送の実験局として存続したものの、広告放送を含む営利活動は禁じられたため、当番組でもノンスポンサーでの放送を余儀なくされた。結局、東海大学はFM東海を1970年4月25日（土曜日）の24:00に廃局したうえで、翌26日（日曜日）から株式会社形式の民間放送局（エフエム東京）へ移行することを決定（当該項で詳述）。このような事情から25日の深夜（26日の未明）に放送を完全に休止することも決まったため、当番組はFM東海での放送を24日の深夜（25日の未明）で終了した。ちなみに、同局では通算で882回放送されている。
1970年4月27日（月曜日）の深夜（28日の未明）からエフエム東京での放送を開始すると、2004年11月25日（木曜日）の深夜（26日の未明）に通算の放送回数が1万回、2017年7月3日（月曜日）の深夜（4日の未明）に放送の開始から50周年へ到達。放送50周年の節目を迎えるに当たっては、50周年記念の特別番組を7月2日（日曜日）と3日に編成したほか、TOKYO FMで当時放送されていた他番組とのコラボレーション企画を展開していた。
放送ライブラリーでは1973年7月20日（金曜日）深夜（21日未明）放送回の音源を公開。FM東海を運営していた東海大学の松前記念館に、同局の下で放送を開始した当初の音源を記録したテープが保管されている。

### 番組の内容と出演者
イージーリスニング系の楽曲を全編にわたって流しながら、パーソナリティが最小限の語りを添える構成が特徴。「日本国内から国際線の夜行便で海外の旅に向かっていることを想起させる詩を、『ミスター・ロンリー』に乗せてオープニングとエンディングで穏やかに語り掛ける」という演出でも知られている。
伊藤酒造雄（いとう　みきお）が日本航空の宣伝課長時代に当番組の立ち上げをFM東海に勧めていた縁で、初回から999回目の放送では、本人の手による以下の詩を採用（詳細後述）。
（（）内はFM東海時代末期は割愛）
1970年（エフエム東京での放送開始後）の第1000回（このカウントはFM東海時代を含めた回数）から1994年の最終放送（第7387回）までは堀内茂男（放送作家）による以下の詩が採用された。
（（）内は詩の後に通常の提供クレジットを挿入するようになった2002年以降は読まれていない）
1995年の初回放送（第7388回）から2000年3月までは清水哲男（詩人）、2000年4月から原田宗典（小説家）が書き下ろした詩をパーソナリティが読み上げていた。2002年10月からは、かつて採用していた堀内の詩が再び朗読されている。
番組全体のスクリプト（脚本）については、伊藤が初回から999回目の放送まで手掛けた後に、堀内が長らく担当している。清水と原田の詩が採用されていた時期には、清水がスクリプトを執筆していた。
パーソナリティについては、城達也が初回から1994年12月30日（金曜日）の深夜（31日の未明）まで27年以上にわたって担当した後に、小野田英一、森田真奈美、伊武雅刀、大沢たかおが歴任。2020年3月30日（月曜日）の深夜（31日の未明）からは、福山雅治が務めている。日本航空がスポンサーに付いている関係で、パーソナリティは基本として「機長」を名乗っているが、女性である森田には放送上「キャビンアテンダント」という肩書を付けていた（詳細後述）。
『ミスター・ロンリー』については、フランク・プゥルセル・グランド・オーケストラの演奏による音源を、オープニングとエンディングで長らく放送してきた。現在は、古沢巌の演奏による『ミスター・ロンリー』をオープニング、溝口肇の演奏による『ミスター・ロンリー』をエンディングで使用。城が「機長」だった時代の終盤で金曜日の深夜（土曜日の未明）に編成されていた「Midnight Odyssey」（ミッドナイト・オデッセイ）ではテーマソングを変えるとともに、スクリプトを原田が執筆。2019年4月から2020年3月までの金曜深夜（土曜未明）放送分では、「Style yourself, HAWAII Friday」（スタイル・ユアセルフ、ハワイ・フライデー）と題してハワイに関する話題や楽曲を取り上げていた関係で、名渡山遼のアレンジによる『ミスター・ロンリー』をエンディングで流していた。
その一方で、伊武を「機長」に起用してからは、「サウンド・グラフィティ」というコーナーを番組の中盤に編成。特定の都市・国・地域にまつわる楽曲を、現地の情報や現地の雰囲気を想起させる音源を交えながら数曲流している。通常の放送ではスタッフが選曲しているが、（FM東海時代からの通算で）放送開始50周年を迎えた2017年の4月から12月までは、「私のサウンド・グラフィティ」という特別企画を金曜深夜（土曜未明）放送分に限って実施。週替わりでテーマを設けるとともに、パーソナリティの経験者を除く著名人（日本の音楽会を牽引するアーティストや日本を代表する文化人・クリエイター）が当番組の世界観に寄り添いながら選んだ楽曲を放送していた。
放送開始から55周年を迎えた2022年には、「新しい空の旅へ」というテーマを4月4日（月曜日）深夜（5日未明）放送分から全曜日共通で設定。このテーマに沿ってさまざまな主人公の旅の物語を紹介していたため、前年（2021年）まで24:20頃に設定されていた「サウンド・グラフィティ」の開始時間を24:35頃までに繰り下げた。8月以降は「My JET STREAM」と称する放送55周年記念企画を実施。リスナーから旅のエピソードに関するメッセージを 番組公式サイト内の特設ページで11月末まで受け付けるとともに、寄せられたエピソードの一部を、9月から12月まで金曜深夜（土曜未明）放送分の終盤で紹介していた。寄せられたエピソードから1編を「最優秀賞」に選出。年内の最終週（12月26日深夜 - 30日深夜）には、そのエピソードを基に小川哲（作家）が書き下ろした「旅の物語」を、5日間放送している。

### 日本航空との関係
当番組が誕生したきっかけは、FM東海の営業部員だった後藤亘が、実用化試験局向けの営業活動を通じて日本航空（JAL）宣伝課長の伊藤酒造雄と知り合ったことにある。
伊藤は、かつて赴任していたアメリカ合衆国で『Music Till Dawn』（JALと同業のアメリカン航空がスポンサーに付いていたFM局の深夜番組）を毎晩のように聴いていて、日本へ帰任する際には「このような番組を作ってみたい」との夢を持つまでに至っていた。日本では、ラジオ関東が中波 (AM) 放送の単営局ながら1958年から『ポート・ジョッキー』（洋楽に特化した音楽番組）を放送した。後藤はこの番組の熱心なリスナーで、旅情をかき立てる演出（霧笛の効果音を使用したオープニングなど）に魅了されていた。
後藤は、航空機を利用した「空の旅」の時代が到来することを見越しながら、『ムーンライト・ハーモニー』という音楽番組を企画。この番組のスポンサーに付くことを、伊藤を通じてJALに提案した。最初は「平日に15分間だけ放送する帯番組」として提案したものの、前述した夢を持つ伊藤が「15分では短過ぎる」と難色を示したため、（日本国内の他のラジオ局が放送を一斉に休止していた）24時台（午前0時台）に60分間の放送枠を確保することで合意。アメリカから取り寄せた『Music Till Dawn』の同録音源をベースに、「ジェット機のエンジンが駆動していることを示す効果音を番組の冒頭に流す」「旅情をかき立てる詩をパーソナリティがオープニングで『ミスター・ロンリー』に乗せて語る」「ヴォーカルの入った楽曲を一切放送しない」といった方針を立てたうえで当番組の制作を始めた。ちなみに、『Music Till Dawn』のオープニングではパーソナリティがタイトルコールを発するまでに3分以上を要していたが、当番組ではこのような演出をオープニングで採用。伊藤はその詩の執筆も手掛けていて、初代「機長」（パーソナリティ）の城達也が初回から999回目の放送まで実際に読み上げていた。
当番組開始の時点で声優として確固たる地位を既に築いていた城は、初代の「機長」と並行しながら、1968年から『ビッグイベントゴルフ』でナレーションを長らく担当。FM東海が実用化試験局免許の返上によって営利活動を一切取り止めてからも、「スポンサーを付けられなくなったので、出演料（ギャランティ）を『出世払い』にさせて欲しい」という後藤からの要請を快く引き受けながら「機長」を続けた。
当番組に対するJAL関係者への思い入れは深く、日本人の海外旅行が夢だった時代に、「世界へ思いを馳せる貴重な番組」として位置付けていた。現に、城と小野田英一が「機長」を務めていた時期には、通常のラジオCMを番組のエンディングに続いて流していたにもかかわらず、「『機長』が世界中の国や都市、あるいはそれらにまつわる小話をひとしきり語ってから、当該地域を目的地に設定したジャルパック（JALが実施している海外向けのパッケージツアー）のプランを告知する」というインフォマーシャル風の紹介が本編で頻繁に為されていた。
ちなみにJALは、1953年10月1日から1987年11月17日まで、 日本政府が出資する特殊会社として運営されていた。このような経緯から、FM東海が実用化試験局免許の更新拒否をめぐって郵政省と係争していた時期には、「国（日本政府）と係争中の放送会社（FM東海）でCMを流せなくなったからには当番組を終了せざるを得ない」との申し入れが伊藤から後藤にあった。実際は「JALのCMはおろか、同社を想起させる言葉やメッセージも放送で一切流さない」条件で放送を続けたのちに、エフエム東京の放送に移行している
当番組がエフエム東京で放送されるようになってからは、JALの経営状態が悪化。特殊会社の根拠法であった日本航空株式会社法が1987年11月18日に廃止されてからは、日本政府の出資を受けない特殊会社の下で経営の再建を図っていた。JALでは、広告費を初めとする歳出の大幅な削減が求められる状況にも直面しても、当番組に限って単独での提供を継続。しかし、2010年1月19日に会社更生法の適用を裁判所へ申請したところ、適用が認められた。この措置によって事実上の倒産に至ったJALは、単独提供の継続を断念する代わりに、複数の企業・団体と日替わりで提供する体制へ移行。JALは会社更生の完了（2011年3月28日）を経て東京証券取引所への再上場（2012年9月19日）したが、同社以外のスポンサーは、放送の時期・曜日によって入れ替わっている。
2024年1月2日に羽田空港で発生した日本航空所属航空機と海上保安庁所属航空機同士による衝突炎上事故を受けて、同日深夜（3日未明）放送分から同月24日放送分までCM提供を自粛したため、ACジャパンに差し替えた。
ちなみに後藤は、FM東海からエフエム東京への移籍を経て、1989年からエフエム東京の代表取締役社長へ就任。1997年6月から2007年5月までは、東京メトロポリタンテレビジョン（TOKYO MX）の第2代代表取締役社長を兼務していた。TOKYO MXでは2007年6月から代表取締役会長を務めていて、会長在任中の2021年度下半期には、後述する「テレビ版」がレギュラーで放送された。その一方で、TOKYO FMの制作によるJFN全国ネット番組では、『鈴木敏夫のジブリ汗まみれ』（2007年10月から放送中）でもJALが一時他社と共同でスポンサーに付いていた。

### テレビ版の放送
城が「機長」を務めていた時代にFMで放送していた回などのアーカイブ音源を30分に編集した番組で、2021年10月11日から2022年3月31日まで、TOKYO MXの第2チャンネル (MX2) で放送。2022年3月25日（金曜日）までは基本として放送枠を月 - 金曜日の20:00 - 20:30に設定していたが、翌週（同月28日から31日まで）は6:00 - 6:30に放送された。テレビでは後述する音楽ソフトの通信販売を宣伝するCMや番組もかねてから民放各局で流れているが、このような目的を伴わないレギュラー番組として編成されたことは、2021年度の下半期におけるTOKYO MXが初めてである。

## 歴代の「機長」「キャビンアテンダント」（パーソナリティ）
- 初代：城達也（1967年7月 - 1994年12月31日）
  - 担当期間は放送開始から27年半であり、2023年2月の時点では、歴代のパーソナリティで最も長い。「Midnight Odyssey」と称していた1990年4月以降の金曜深夜（土曜未明）放送分では、「機長」ではなく「案内役」を名乗っていた。
  - 「ではまた明日、午前零時に（金曜日は「Midnight Odyssey」の時期を除いて“ではまた来週、この時間に”）お会い致しましょう」という挨拶で、番組を締めくくっていたことが特徴。担当期間中には「私のレコードアルバム」[注 9][9]というコーナーも担当していて、「私のレコードアルバム」では、コーナーを始める際に機内放送風のアナウンスを入れていた。
  - 「機長」を退いた直接のきっかけは、1993年頃から患っていた食道癌が肝臓へ転移した後に、発声に支障を来すほど進行していたことによる。後藤が放送を通じて声の異変に気付いたのは1994年11月で、当時のディレクターは病状を既に承知していたという。当の本人は以前と変わらずに「機長」の役割を全うしていたものの、後藤が急遽設けた話し合いの席で、同年いっぱいで「機長」を退く意向を表明。そのうえで、所属事務所の後輩に当たる小野田英一を後任の「機長」に推薦した[1]。
  - 最後に出演した1994年12月31日未明（30日深夜）放送回のエンディングでは、声の調子が本調子から程遠かったにもかかわらず、当番組の「機長」を退くことや、次回（1995年1月2日深夜＝3日未明放送分）から番組の装いを一新することをリスナーに初めて公表。最後に、「では皆様、さようなら。良いお年をお迎え下さい。」という言葉で別れを告げた[1]。城が当番組で「さようなら」という言葉を口にしたのはこの時だけで、翌1995年に入ってから病状が急速に悪化した末に、2月25日に食道癌のため63歳で逝去した。
  - 城が最後に「機長」を務めたのは、FM東海時代からの通算で7387回目の放送であった。公式記録では「初回から第7387回まで一度も休まなかった」とされているが、当時エフエム東京のアナウンサーであった田中穂蓄は、同局での放送開始から5ヶ月ほど経った頃（1000回目の放送の直前）に、城が喉の不調を訴えたことを受けて急遽代役を務めたことを後に回想している[10]。
- 2代目：小野田英一（1995年1月2日 - 2000年3月31日）
  - 所属事務所の先輩に当たる城からは、当番組の「機長」と合わせて、『ラジオライブラリー「新・人間革命」』（文化放送）での朗読を引き継いでいた。
  - スクリプトの担当が堀内茂男から清水哲男へ変更されたことに伴って、「空港にある架空のラウンジで同席したリスナーに語り掛ける」という設定が為されたため、「ではまた明日の（金曜日は“来週月曜日の”）、午前零時に、このラウンジでお会い致しましょう」という挨拶で放送を締めくくっていた。
- 3代目：森田真奈美（2000年4月3日 - 2002年9月）
  - 「リスナーに旅の感動と楽しさを提供する新しいエンタテインメント・プログラム」[11]と銘打って、『LOVE SOUNDS ON JET STREAM』（ラブ・サウンズ・オン・ジェット・ストリーム）というタイトルで放送していた時期に担当。担当期間は2年半であり、2023年2月までの歴代パーソナリティでは最も短いが、2017年には放送50周年記念番組に出演していた。
  - 当番組では初めての女性パーソナリティであったことから、放送上は「機長」ではなく「キャビンアテンダント」として出演。「乗客」として迎えたゲストと世界中の国や都市をテーマにトークを展開したり、番組内にラジオショッピングのコーナーを挿入したりするなど、小野田までの「機長」時代とは一線を画す試みが為されていた。
- 4代目：伊武雅刀（2002年10月 - 2009年3月31日）
  - パーソナリティへの起用を機に、『JET STREAM』（ジェット・ストリーム）という番組タイトルや、「機長」という肩書が復活。堀内がスクリプトの担当へ復帰するとともに、城の「機長」時代の途中（1970年の第1000回）から勇退（1995年の第7387回）まで冒頭で為されていた堀内の詩の朗読も再開した。
  - 森田担当期の試みが既存のリスナーに不評だったことを受けて、起用当初からマンネリズムの打破に向けた試行錯誤が続けられた。そこから生まれたコーナーが「サウンド・グラフィティ」で、後任のパーソナリティにも引き継がれている。
  - 起用当初にはCMを流す時間を変更したほか、全曜日共通の企画としてラジオドラマを放送。やがて、小野田までの「機長」時代の構成へ徐々に戻すことによって番組の人気を安定させた。
  - 当番組の「機長」へ起用される前に、「スネークマンショー」のメンバーとして、城が「機長」だった時代のパロディを演じていた（役名は「『JET STRIP』パーソナリティの“欲情達也”」）。起用後は、城のスタイルを真摯に踏襲した語りを披露することによって、既存のリスナーからも好評を得ている。
  - 降板後も、2013年に開催されたコンサート『JET STREAM 2013 〜Thank you from JAL』にゲストで出演。後任パーソナリティの大沢たかおとの共演も果たした。
- 5代目：大沢たかお（2009年4月1日 - 2020年3月28日（27日深夜））
  - かねてから当番組を愛聴していることに加えて、俳優としての日本国内での活動の合間に、プライベートで世界中を積極的に巡っていることを背景に「機長」へ着任[2]。着任後は、伊武時代の構成をおおむね引き継いでいた。
  - 担当期間（11年）は城に次いで長く、放送の開始から50周年を迎えた2017年には、数々の特別企画にも参加していた。
- 6代目：福山雅治（2020年3月31日（30日深夜） - ）
  - 番組中のコーナー「サウンド・グラフィティ」をはじめ、伊武→大沢時代の構成をおおむね継承。「サウンド・グラフィティ」のオープニング曲を菅野祐悟の作曲による「幸福の硬貨」（自身の主演映画『マチネの終わりに』のテーマソング）へ変更した。
  - FM TOKYOでは、1996年から週末の午後に冠番組（『福山雅治のSUZUKI Talking F.M.』→『福山雅治 福のラジオ』）を担当。当番組の「機長」に起用されてからも、『福のラジオ』のパーソナリティを続けている。「機長」への起用を決めたエフエム東京編成部長（当時）の宮野潤一も、本人がAM・FMを問わず多数のラジオ番組でパーソナリティを務めてきたことを踏まえて、「新時代の機長は、ラジオのキャリア、ラジオ愛、そしてあのお声を持つ福山さんしかいない」と述べていた[12]。
  - 「機長」への起用に際しては、「ラジオとともに生きてきた私にとって、まさに憧れの番組。大役を仰せつかり大変光栄」とのコメントを寄せた[12]。その一方で、過去にパーソナリティを務めてきたラジオ番組で頻繁に披露していたフリートークが当番組に求められていないことから、「声だけで皆さまを別世界へと誘い、イマジネーションをかき立てていただく。“ラジオの原点”とも言うべき表現手法の番組。改めて身を引き締めながら、デビュー30周年の新たなチャレンジとして担当させていただきます」との意気込みを示している[12]。
  - 2020年（令和2年）4月1日以降の放送分では、同年の初頭から新型コロナウイルス感染症（COVID-19）が世界規模で流行していることを背景に、TOKYO FMのスタジオではなく、東京都内某所からのリモート方式で収録[13]。着任3週目（4月13日深夜）から13週目（6月26日深夜）までの放送分では、流行の状況に応じたメッセージを、オープニング→タイトルコール→提供クレジットの後に織り込んでいた。
    - 日本政府が一部の都府県に向けて4月7日付で新型コロナウイルス感染症緊急事態宣言を発出したことを受けて、13日深夜（14日未明）からは、感染拡大の防止に向けて世界中で要請されている「STAY HOME」（「不要不急の外出を控えよう」という意味の英語）を盛り込んだメッセージを5日間にわたって放送。宣言の対象が16日から全47都道府県に拡大されたため、翌週（20日深夜からの5日間）には、このメッセージと「STAY HOME」を別の表現で盛り込んだメッセージを日替わりで伝えていた。27日深夜（28日未明）からの5日間は、前週から入れ始めたメッセージのみ引き続き放送。
    - 5月4日深夜（5日未明）からの5日間は、「STAY HOME」を含む上記のメッセージに、「医療従事者」「エッセンシャルワーカー」への謝意を示す表現を盛り込んで放送。翌週（11日深夜からの5日間）は、「STAY HOME」「医療従事者」「エッセンシャルワーカー」といった言葉を残しつつ、内容の異なるメッセージが伝えられた。
    - 日本政府が5月14日に39県で緊急事態宣言を解除したことを受けて、翌週（18日深夜からの5日間）に放送されたメッセージでは、「STAY HOME」を「ENJOY HOME」に変更した。さらに、他の8道府県でも21日付で宣言が解除されたため、翌週（25日深夜からの5日間）にはメッセージを一新。「医療従事者」「エッセンシャルワーカー」への謝意を引き続き盛り込みながらも、「ENJOY HOME」を「前へ」進んでいこうという主旨のメッセージに入れ替えた。
    - 6月1日深夜（2日未明）放送分から、上記のメッセージの内容を1週ごとに変えつつ、「イマジネーションの旅をお楽しみ下さい」との文言で締めくくってからJALのCMを挿入。この文言は、メッセージを通常の内容（季節の話題など）に戻した6月29日深夜（30日未明）から2022年4月1日深夜（2日未明）までの放送でも使われた。

## 歴代オープニング・エンディング
初代（城達也時代）
- オープニング
  - 「ミスター・ロンリー」（フランク・プゥルセル・グランド・オーケストラ）
  - 　Midnight Odyssey 「peace(go slowly)」（モーガン・フィッシャー）
- エンディング
  - 「ジェット・ストリーム(ロワールの星)」（カラベリ・グランド・オーケストラ）
  - 「夜間飛行」（レイモン・ルフェーブル・グランド・オーケストラ）※「夜間飛行」は、ショップマニフィカの5枚組CD「My Dear（マイ・ディア）イージーリスニング・コレクション」に収録されている。
  - 「夢幻飛行」（アンドレ・バウアー&ジェットストリーム・オーケストラ）
  - 「THE ALLUVIAL PLAINS」（COLIN CHIN）
  - 　Midnight Odyssey 「ROBINSON CRUSOE」（アート・オブ・ノイズ）

2代目（小野田英一時代）
- オープニング
  - 「ジェットストリーム〜アイ・ウイッシュ」（中村由利子）
  - 「Here, there And Everywhere」（The Beatles）※インストゥルメンタルヴァージョン
- エンディング
  - 「ジェットストリーム〜アイ・ウイッシュ」（中村由利子）
  - 「トワイライト・ウィンズ」（中村由利子）

3代目（森田真奈美時代）
- オープニング & エンディング
  - 「ミスター・ロンリー」

※オープニングとエンディングは共通で、ピアノやギターの音色でアレンジされたものであった。
4代目・5代目・6代目（伊武雅刀・大沢たかお・福山雅治時代）
- オープニング
  - 「ミスター・ロンリー（オープニングバージョン）」（溝口肇）※2017年4月1日まで
  - 「ミスター・ロンリー（オープニングバージョン）」（古澤巌、ベルリン・フィルハーモニー・ヴィルトゥオージ）※2017年4月4日から
- エンディング
  - 「ミスター・ロンリー（エンディングバージョン）」（溝口肇）※実際には、CDアルバム「Jet Stream Spring Flight」に収録されている「ミスター・ロンリー("Jet Stream"エンディングバージョン)」と、オープニングバージョンの両方が合わされたものを放送では使用している。
  - 「ミスター・ロンリー（エンディングバージョン）」（名渡山遼） ※2019年4月より毎週金曜日のみ[注 10]

## 1994年12月31日（30日深夜）城達也 担当最終回オンエア曲
- 0:00− フランク・プゥルセル・グランド・オーケストラ『ミスター・ロンリー』（ナレーション入り）
- 0:02− デイヴィッド・フォスター『Live Each Day （Ben's Song）』（ナレーション入り）
- 0:06− フランク・プゥルセル・グランド・オーケストラ『夜霧のしのび逢い（La Playa）』
- 0:10− パーシー・フェイス、ミッチ・ミラー『シンシアのワルツ（A Waltz For Cynthia）』（ナレーション入り）
- 0:12− ホリーリッジ・ストリングス・オーケストラ『イエスタデイ』
- 0:15− カラベリ・グランド・オーケストラ『愛をもう一度（Let Me Try Again）』
- 0:19− ポール・モーリア・グランド・オーケストラ『天使のセレナード（La Chanson Pour Anna）』（ナレーション入り）
- 0:22− ロバート・マックスウェル『引き潮（Ebb Tide）』
- 0:24− ロニー・アルドリッチ『スターダスト』
- 0:27− ジョニー・ピアソン・オーケストラ『渚のシルエット（Lazy Silhouettes）』（ナレーション入り）
- 0:30− レイモン・ルフェーヴル・グランド・オーケストラ『シバの女王（La Reine De Saba）』
- 0:33− マントヴァーニ・オーケストラ『枯葉（Autumn Leaves）』
- 0:37− ピエール・ポルト・オーケストラ『哀しみのテス（Tess Song）』（ナレーション入り）
- 0:41− ボストン・ポップス・オーケストラ & アーサー・フィードラー『明日に架ける橋（Bridge Over Troubled Water）』
- 0:47− CM（JAL）ジョン・セリー『Muroc』（ナレーション入り）
- 0:49−0:52 フランク・プゥルセル・グランド・オーケストラ『ミスター・ロンリー』（最後のナレーション）

## 年表
- 1967年7月4日（3日深夜） - FM東海が運営していた超短波放送実用化試験局で放送を開始。城達也がパーソナリティ、日本航空宣伝課長の伊藤酒造雄（いとう　みきお）がスクリプトと冒頭に朗読される詩の執筆を担当した。
- 1970年4月24日（23日深夜） - 実用化試験局免許の返上によるFM東海の廃局が決まったことを受けて、同局での放送をこの日で終了。
- 1970年4月27日（26日深夜） - エフエム東京での放送を開始するとともに、スクリプトの担当を伊藤から堀内茂男に交代。
- 1970年9月11日（10日深夜）- 放送1,000回。
- 1980年3月10日 - レイモン・ルフェーブルによるエンディングテーマ「夜間飛行 NIGHT FLIGHT」を制作。
- 1985年1月18日 - 放送4,000回記念としてアンドレ・バウアーによる「夢幻飛行 Midnight cruise」を制作。
- 1990年4月 - 金曜日の特別番組『Midnight Odyssey』（スタートスクリプト:原田宗典）放送開始。
- 1994年12月31日 - かねてから体調を崩していた城が、この日の放送をもってパーソナリティを勇退。
- 1995年1月3日（2日深夜） - パーソナリティを小野田英一、スクリプトの担当を清水哲男に交代。
- 1995年2月25日 - 初代機長の城達也が死去。訃報が正式に公表された直後の3月3日（2日深夜）放送分はスポンサーCMを全面割愛し、エンディングで城の訃報を伝えた。
- 2000年4月4日（3日深夜） - ミレニアム・バージョン『LOVE SOUNDS ON JET STREAM』スタート。パーソナリティに森田真奈美が着任。
- 2001年12月1日（11月30日深夜） - 11月29日に死去したジョージ・ハリスンの追悼特番を放送した。
- 2002年10月1日（9月30日深夜） - 番組名が『JET STREAM』に戻る。パーソナリティに伊武雅刀が着任。スクリプトに堀内茂男が復帰。
- 2003年4月1日（3月31日深夜） -元独立局Kiss-FM KOBEがJFN系列に加盟。加盟後最初に放送されたのが本番組だった。
- 2004年11月26日（25日深夜） - 番組放送10,000回を達成。当日のTOKYO FM（JFN系列各局）では、前日の25日から終日関連企画を放送。25日お昼の全国放送「ディア・フレンズ」では、堀内茂男がゲストに登場。同日22時からは記念特番を全国放送し、26日0時からは伊武雅刀と溝口肇による生放送を実施した。
- 2006年3月21日（20日深夜） - 『FM Festival 05/06 Vodafone LOCK ON ROCK Special Program Final Act〜音楽でつながる、夢の“鼓動”』の3時間特番のため休止。
- 2006年6月13日（12日深夜） - 2006 FIFA ワールドカップドイツ大会（日本×オーストラリア戦）の中継のため休止。
- 2006年11月7日（6日深夜） - 11月3日に死去したポール・モーリアの追悼特番を放送した。
- 2007年1月25日 - テレビ朝日系『報道ステーション』にて特集「シリーズ 団塊の世代に贈る(5)『ジェットストリーム』と深夜放送の時代」が放送される。
- 2007年7月4日（3日深夜） - 放送開始40周年を迎える。前時間番組『SCHOOL OF LOCK!』を短縮、前日の3日23時から特別番組「JET STREAM 40th Anniversary Around the oneworld」を全国放送。オープニングは城のナレーションの録音が使用された。4日0時の時報直後は『ムーン・リバー』が流れる。
- 2007年11月6日から11月10日まで（5日深夜から9日深夜まで） - 同局別番組とのコラボレーション企画「『JET STREAM』×『サントリーサタデー・ウエイティング・バーAVANTI』」を放送。
- 2007年11月26日 - 放送開始40周年記念として、チャリティー・コンサートツアー『国境なき合唱団』をウィーンにて開催。以後、年1回のペースで開催される（後述）。
- 2008年6月28日（27日深夜） - 前日の27日にレイモン・ルフェーブルが死去。この日の番組ではルフェーブルの訃報には触れなかったが、最初の3曲にルフェーブルの楽団の曲を流した。訃報は7月17日、18日の「サウンド・グラフィティ」のコーナーで触れる。かつては10周年記念コンサートも行われたほど、番組とルフェーブルのつながりは深い。この日の同コーナーでは、1980年3月10日に当時の郵便貯金ホールで行われた「レイモン・ルフェーブル・グランド・オーケストラ・オン・ジェットストリーム」の演奏の模様を一部放送した。
- 2009年4月1日（2日深夜） - パーソナリティーに大沢たかおが着任。
- 2010年5月6日（5日深夜） - 『TOKYO FM40周年×ショパン生誕200年記念企画 Panasonic presents 横山幸雄 Chopin Project〜世界中に音楽を贈ろう!〜』（ショパンの作品全166曲を24時間以内に演奏し切る）の特番のため、通常0:00放送から1時間繰り下げの1:00から放送した。
- 2010年6月1日（5月31日深夜） - JALの経営破綻により一社提供を断念し、イオンとの2社提供に移行。
- 2010年6月16日（15日深夜） - 2010 FIFA ワールドカップ南アフリカ大会（日本×カメルーン戦）の中継のため、通常より2時間繰り下げの2:00から放送した。サッカー中継を放送しなかった局に関しては通常通り0:00からの先行ネットで放送した。
- 2010年7月1日（6月30日深夜） - 2010 FIFA ワールドカップ南アフリカ大会（パラグアイ×日本戦）の中継のため、上記と同様に2:00開始への変更を予定していたが、試合が延長し予定より1時間繰り下げて、通常より3時間繰り下げの3:00から放送した。サッカー中継を放送しなかった局は通常通り0:00からの先行ネットで放送した。
- 2011年3月12日から3月19日まで（11日深夜から18日深夜まで） - 東北地方太平洋沖地震（東日本大震災）発生に伴い、報道特別番組「TIME LINE」に差し替えのため休止。3月22日（21日深夜）の放送再開時は、大沢たかおが生放送で被災者へのエールを送りつつ、番組を進行した。
- 2014年9月30日（29日深夜） - 同局の「見えてくるラジオCMキャンペーン」[14]を放送する関係により、この日から2015年1月3日（2日深夜）まで放送終了時間が若干短縮され0:51終了になる。同キャンペーン終了に伴い、翌週の2015年1月6日（5日深夜）放送分から再び0:55終了へと戻っていたが、2015年12月1日から2016年1月2日（2015年11月30日深夜から2016年1月1日深夜）まで同キャンペーン再開に伴い0:51終了へ短縮。2016年1月5日（4日深夜）から三度0:55終了へ戻る。2016年度シーズン以降は実施無し。
- 2015年10月1日（2日深夜） - TOKYO FMにて当番組直前の前日23:59 - 翌0:00に、世界各国の空港を紹介しながら当番組へリレーする「TMI総合法律事務所 presents World Gate」の放送が開始[15]。2016年3月31日まで行なった。
- 2016年4月15日（14日深夜） - 前日14日の熊本地震発生に伴い、直前まで放送していた『SCHOOL OF LOCK!』をベースにしたJFN報道特別番組へ差し替えたため休止となった[16]。
- 2017年4月4日（3日深夜） - オープニング曲『ミスター・ロンリー』が、古澤巌とベルリン・フィルハーモニー・ヴィルトゥオージによる演奏のバージョンに変更。
- 2017年4月7日（8日深夜） - この日から毎週土曜未明（金曜深夜）分のみ、「私のサウンド・グラフィティ」（アーティストや文化人、クリエイターが2週連続で選曲を担当する企画）を開始し[17]（初回放送は4月7日）、12月23日（22日深夜）まで放送された。
- 2017年7月2日 - 放送開始50周年特別番組『JET STREAM 50th Anniversary Special〜Invitation to DREAM FLIGHT〜』を13:00 - 13:55に、六本木・東京ミッドタウンから公開生放送（JFN系列38局フルネット）。大沢たかおの進行により、石井竜也による『浪漫飛行』、古澤巌・溝口肇による『ミスター・ロンリー』の生演奏を実施。MCは3代目パーソナリティーの森田真奈美が担当[18]。
- 2017年7月3日 - 放送開始50周年特別番組『JET STREAM-50th Anniversary Special-』を23:00 - 翌0:55に放送した。このため、前時間番組の『SCHOOL OF LOCK!』は短縮。当日は『クロノス』から『Skyrocket Company』までの6番組を対象に、「旅」をテーマに放送され、本番組の原点である「音楽による旅への誘い」をコンセプトにした企画や、大沢たかおによるメッセージが放送された[19]。23時台は『Road to 50th Flight〜飛び続ける翼〜』と題して、オープニングに初代パーソナリティー城達也の録音を流したほか、これまで担当した歴代パーソナリティーの音源やオープニングも流した（このブロックではCM無しの60分ノーカットで放送）。4日0時台は『Fly To The Future〜大空の間奏曲〜』と題し、TOKYO FMスタジオイリスから生放送を実施した。
- 2017年10月2日 - 放送開始50周年を記念して、TOKYO FMのみで、本番組の再放送を2018年3月30日までの半年間限定で実施。放送時間は月 - 金曜の5:00 - 5:55[11]。
- 2018年6月29日（28日深夜） - 2018 FIFA ワールドカップロシア大会（日本×ポーランド戦）の中継のため、当日は全ネット局を含めて休止。FIFAワールドカップのサッカー中継による放送休止は12年ぶり。
- 2019年5月1日（4月30日深夜） - 平成から令和への改元に伴い、冒頭で大沢からの特別メッセージを放送。本番組が令和最初に放送されたTFM・JFNの番組である。
- 2020年3月31日（30日深夜） - パーソナリティに福山雅治が着任。
- 2021年10月11日 - TOKYO MX2でテレビ版の放送を開始[8]。
- 2022年3月17日（16日深夜） - 16日に東北地方で発生した震度6強の地震と、発生に伴う津波注意報の発令を受けて、当番組の放送を休止。前枠番組の『SCHOOL OF LOCK!』をベースに急遽編成していたJFN報道特別番組の放送を継続した。
- 2022年3月31日 - TOKYO MX2がテレビ版の放送を終了。
- 2022年8月 - 放送開始55周年記念企画の一環で、旅にまつわるエピソードをテーマに、「My JET STREAM」と称するリスナー投稿企画を11月まで実施。
- 2022年12月27日（26日深夜） - 31日（30日深夜） -  「My JET STREAM」に寄せられた旅のエピソードから「最優秀賞」に選ばれた1編を基に、小川哲（作家）が書き下ろした「旅の物語」を5日間にわたって放送。
- 2023年8月8日（9日深夜）- 8日未明より発生しているハワイ・マウイ島による山火事の自然災害に伴い、15日放送分から女性アナウンサーによる追悼メッセージを捧げた（スポンサー読みクレジットについては、17日放送のヤクルトのみ）。
- 2024年1月2日（3日深夜） - この日にあった羽田空港地上衝突事故を受けて、日本航空（JAL）のスポンサー読み・番組内CMを当面全て取り止め、23日（24日深夜）まで広告出稿を完全に自粛。ACジャパンのCMに差し替えとなった（スポンサー読みクレジットについてはヤクルトのみ）。翌日（25日深夜）より再開した。

## ネット局
- エフエム東京（TOKYO FM） - 制作局

以下のJFN系列局は、特記のない限り開局時よりネットしている。
- エフエム北海道（AIR-G'）
- エフエム青森（AFB）
- エフエム岩手（FM IWATE）
- エフエム仙台（Date fm）
- エフエム秋田（AFM）
- エフエム山形（Rhythm Station）
- エフエム福島（ふくしまFM）
- エフエム栃木（RADIO BERRY）
- エフエム群馬（FM GUNMA・1994年4月からネット開始）
- エフエムラジオ新潟（FM-NIIGATA）
- 長野エフエム放送（FM長野）
- 富山エフエム放送（FMとやま）
- エフエム石川（HELLO FIVE）
- 福井エフエム放送（FM福井）
- エフエム岐阜（FM GIFU）
- 静岡エフエム放送（K-mix）
- エフエム愛知（FM愛知・1977年5月3日からネット開始[20]）
- 三重エフエム放送（レディオキューブ FM三重・1994年4月からネット開始）
- エフエム滋賀（e-radio）
- エフエム大阪（FM大阪・1974年4月2日からネット開始[21]）
- 兵庫エフエム放送（Kiss FM KOBE・2003年4月からネット開始）[注 11][注 12]
- エフエム山陰（V-air）
- 岡山エフエム放送（FM岡山）
- 広島エフエム放送（HFM）
- エフエム山口（FM山口）
- エフエム徳島（FM徳島）
- エフエム香川（FM香川）
- エフエム愛媛（FM愛媛）
- エフエム高知（Hi-Six）
- エフエム福岡（FM福岡・1977年5月3日からネット開始[22]）
- エフエム佐賀（FMS）
- エフエム長崎（FM長崎）
- エフエム熊本（FMK）
- エフエム大分（FM大分・1991年10月からネット開始）[注 11]
- エフエム宮崎（JOY FM）
- エフエム鹿児島（μFM）
- エフエム沖縄（FM沖縄[注 13]）

### 備考
- Aラインプログラムに該当するJFN系列38局ネットで放送。上記の局はすべて「radiko」・「radikoプレミアム」で聴取可能。
- 当番組がエフエム東京から放送されるようになった1970年4月の日本国内で、超短波放送（FM）の周波数を使用した一般放送事業者（民放FM局）は、同局のほかに愛知音楽エフエム放送（現在のエフエム愛知）・エフエム大阪・エフエム福岡しか存在していなかった。当番組も1974年3月まで関東ローカルで放送されていたが、同年4月にエフエム大阪がネットを開始したことを機に、ネット局が徐々に増加。郵政省が1978年から他の道府県に対するFM周波数割り当てのペースを急速に上げたこともあって、割り当てを新たに受けた事業者のFM局設立事務所には、「『JET STREAM』は当然聴けるようになるのですね」といった意見や要望が当該地域内の住民から数多く寄せられるようになった。スポンサーの日本航空はこのような全国展開で大きな壁に何度も直面したが、そのたびに博報堂からの協力とネット各局の熱意で乗り切ったという[1]。
- FMぐんまとradio CUBE FM三重では、開局時から1994年（平成6年）3月までは『FMナイトストリート』をネットしていたため非ネット。radio CUBEでは別番組放送のために金曜日のみ非ネットだった時期があった。FM FUJIはJFN加盟局時代、この番組を一度もネットしたことがない（ローカル番組→『FMナイトストリート』）。
- 番組の放送開始が日付が変わった直後の0時であることから、一部ネット局では、開局、JFN加盟、会社引継等の後の最初の番組が当番組だった（FM沖縄、エフエム鹿児島、Kiss-FM KOBE、エフエム岐阜など）。

## その他
- 小野田英一時代までは、日本航空の機内音楽プログラムとして、FMでの番組と同じフォーマットで制作されたジェット・ストリームが月替わりで流されていた。現在も、フォーマットは異なるがJAL機内エンターテイメントプログラムとして選択できる。城達也時代に放送された番組プログラムが、当時のCMをつけたまま、機内でリバイバルされたことがある。
- 本番組の関連番組として、2005年10月 - 2006年4月まで、この番組が始まる直前の23:57に伊武がパーソナリティを担当する『BOSE WAVE MUSIC』（スポンサー：BOSE）が放送した。TOKYO FMのみ放送。
- 番組オープニングは、ジェット機の離陸音と航空無線の交信様子を流すが、当番組の放送開始までに大きな航空事故が発生した場合は、事故に配慮し航空機関連の音声をすべてカットし、オープニングの入りを「JET STREAM」と1回読み上げたあと、すぐに「ミスター・ロンリー」に入る流れに差し替えて対応する。毎年8月12日[注 14]前後については、日本航空のスポンサー読み・番組内CMを全部取り止め、広告出稿を完全自粛する。2017年までは、当番組の放送終了直後にSEIKOのラジオCMを流すことで対応した[注 15]。
- 毎年1月1日未明（前年12月31日深夜）に本番組の放送曜日がかかる場合は、JFN年末年始特番として年越しカウントダウン番組を放送する関係で休止となる。

## コンサート
本番組をテーマとしたコンサートは、城達也時代では番組の節目となった年に開催され、その模様は公開生中継された。大沢たかお時代にも、2010年から2017年まで定期的に開催された。
- 『カラベリ・グランド・オーケストラ・オン・ジェット・ストリーム』（1977年6月30日、日生劇場）
放送2,000回記念として公開生中継。カラベリ・グランド・オーケストラが出演。
- 『レーモン・ルフェーブル・グランド・オーケストラ・オン・ジェット・ストリーム』（1980年3月10日、東京郵便貯金ホール）
放送10周年記念として公開生中継。レーモン・ルフェーブル・グランド・オーケストラが出演。
- 『ミッシェル・ド・フランス・オン・ジェット・ストリーム』（1981年3月25日、フェスティバルホール）
放送3,000回記念として公開生中継。ジャン・ミッシェル・ド・フランス、大阪フィルハーモニー交響楽団が出演。
- 『JET STREAM 〜Music Around the World〜』（2010年9月12日、オーチャードホール）
TOKYO FM開局40周年記念として開催。
- 『JET STREAM 2012 〜Music Around the World〜』（2012年3月10日、東京国際フォーラムAホール）
放送45周年記念として開催。この模様は、3月20日の13:00 - 13:55にJFN系列38局フルネットで放送された。
- 『JET STREAM 2013 〜Thank you from JAL』（2013年3月13日、サントリーホール）
4代目パーソナリティの伊武雅刀がゲスト出演し、大沢たかおと共演した。この模様は、3月23日の22:00 - 22:55にJFN系列38局フルネットで放送された。
- 『JET STREAM 2014 “LIVE IN CONCERT”』（2014年3月2日、NHKホール）
深作健太が演出を担当（翌年も担当）。この模様は、3月29日の22:00 - 22:55にJFN系列38局フルネットで放送された。
- 『JET STREAM 2015 “Flight in Concert” by JAPAN AIRLINES』（2015年3月22日、昭和女子大学人見記念講堂）
TOKYO FM開局45周年記念として開催。この模様は、3月28日の22:00 - 22:55にJFN系列38局フルネットで放送された。
- 『JET STREAM 2016 “Flight in Concert” by JAPAN AIRLINES』（2016年9月17日、中野サンプラザ）
船山基紀が音楽監督を担当。この模様は、9月30日 - 10月1日（9月29日深夜 - 30日深夜）の番組内で放送された。
- 『JET STREAM 50th Anniversary Special Concert Flight in Concert by JAPAN AIRLINES』（2017年11月5日、東京国際フォーラムホールA）
放送50周年記念として開催。服部克久が音楽監督を担当。この模様は、12月12日 - 15日（11日深夜 - 14日深夜）の番組内で放送された。

## 国境なき合唱団
2007年より、「JET STREAM PRESENTS 国境なき合唱団 チャリティコンサート」が開催されている。これは、当番組の放送開始40周年を記念として、JALブランドコミュニケーション（JALグループ会社）によって企画されたコンサートツアーである。様々な国を訪れ、『第九』を中心とした合唱のコンサートを行う。TOKYO FMが主催し、第2回より日本航空も協賛に加わっている。
参加者を一般から募り、チャリティコンサートを作るアート・ボランティアの活動を通して、世界中の恵まれない子供たちをサポートするための寄付金（JFNの「アース&ヒューマンコンシャス募金」を通じ、開催国の児童福祉施設や、日本のNPO法人国境なき子どもたちに寄付される）を募集することを目的としている。
一般参加者は「ボランティアスタッフ」となり、合唱ボランティア、現地運営ボランティア、寄付品整理ボランティア、観客ボランティアと、様々な形でコンサートに関わることになる。これらの活動は強制ではなく、参加者各自が自発的に行うことを原則としている。ツアー代金とは別に寄付金を出している。
国境なき合唱団は、日本国内のコンサートへの参加など、「チャリティコンサート」以外での活動も行っている。

### 開催場所
- 第1回（2007年11月26日、ウィーン） - ウィーン楽友協会 大ホール「黄金の間」
- 第2回（2008年11月25日、シンガポール） - エスプラネード・シアターズ・オン・ザ・ベイ コンサートホール
- 第3回（2009年10月22日、ベルリン） - コンツェルトハウス（旧・シャウシュピールハウス）
- 第4回（2011年6月9日、プラハ） - プラハ市民会館 スメタナホール
- 第5回（2012年10月18日、オックスフォード） - オックスフォード大学 シェルドニアン・シアター
- 第6回（2014年2月2日、ホノルル） - ハワイ・シアター
- 第7回（2015年11月21日、ローマ）　- テアトロ・イタリア
- 第8回（2017年11月21日、ウィーン） - ウィーン楽友協会 大ホール「黄金の間」

## 音楽ソフト
初代機長の城達也時代のものを中心にカセットテープ化やLPレコード化、およびCD化されたものや、映像化（VHS化、LD化、DVD化、ブルーレイディスク化）されたものが残されている。一部のソフトは通信販売専用商品として販売されており、ユニバーサルミュージックから販売されるDVDおよびブルーレイディスクのソフトは、通販番組『音楽のある風景』やユーキャン出稿の新聞広告やテレビCMなどで紹介された。

### 初代：城達也
- JET STREAM【CD/LP/MT】（クラウンレコード）※初期に作成・販売
- JET STREAM 10thアニヴァーサリー・スペシャル レーモン・ルフェーベル・グランドオーケストラ 【LP 1977年】（キングレコード）
番組10周年記念盤。3万セット限定品であった。
- JET STREAM Super Love Sounds カラベリ・グランド・オーケストラ【LP 1978年】（CBSソニー）
- JET STREAM World Sound Graffiti
- JET STREAM Blue Horizon【1984年】（クラウンレコード）
- JET STREAM Global Fantasy【1984年】（クラウンレコード）
- JET STREAM FM東京開局15周年記念【LP 1985年】（エフエム東京）フレデリック・ダール&オーケストラ
非売品。のち同じ構成でCD化され一般発売される。
  - JET STREAM AROUND THE WORLD【CD 1985年】（クラウンレコード）
- JET STREAM パン・パシフィック・ルート【1986年】（バンダイ・ミュージックエンタテインメント）
- JET STREAM インター・ヨーロッパ・ルート【1986年】（バンダイ・ミュージックエンタテインメント）
- JET STREAM トランス・コンチネンタル・ルート【1986年】（アポロン）
- JET STREAM ポーラー・ルート 夢の大陸を抜けて【1986年】（アポロン）
- JET STREAM トランス・オーシャン・ルート【1986年】（バンダイ・ミュージックエンタテインメント）
- JET STREAM Romantic Road LONDON・PARIS・ROMA【CD 1989年】（バンダイ・ミュージックエンタテインメント）
- JET STREAM World Cruising 【CD 1990年】（クラウンレコード）
- JET STREAM ラヴ・ソングス）【CD 1991年】（クラウンレコード）
- JET STREAM 君とロマンティック〜恋人達に捧げる【CD 1992年】（クラウンレコード）
- JET STREAM Romantic Cruising【CD 1992年】（エイベックス・ディストリビューション）※販売時期により、同内容ジャケット違いが存在する。
- JET STREAM Fantastic Cruising【CD 1992年】（エイベックス・ディストリビューション）
- JET STREAM あ!ノエルの歌が聞こえる/SWEET CHRISTMAS【CD 1986年】（クラウンレコード）
- JET STREAM ワールド・クルーズ 【CD 2001年】※シリーズ名が同名の別シリーズあり
- JET STREAM Forever【CD 2013年】（クラウンレコード）

### 2代目：小野田英一
- JAL JETSTREAM 【CD 1996年10月21日】（バンダイミュージック）
- JAL ビジネスクラス・ファーストクラス搭乗ノベルティCD【CD 1996年】（日本クラウン） ※非売品
- JAL JETSTREAM Sentimental City Serenade【CD 1996年12月18日】（日本クラウン）
- JAL JET STREAM AROUND THE WORLD【CD/MT 1998年8月1日】（日本クラウン）
- JAL JET STREAM 風の行方【CD 1998年】（日本クラウン）
- JAL JET STREAM 想い出の風景【CD 1999年1月21日】（日本クラウン）
- JAL JET STREAM World Cruising【CD 2000年1月21日】（日本クラウン）

### 3代目：森田真奈美
- LOVE SOUNDS ON JET STREAM ミッドナイト・ラジオドラマ『恵みの島〜星のつぶやき』
2002年6月19日 - 6月21日の3話放送分。出演：田辺誠一、市川実和子 演出：磯村一路
- ジェット・ストリーム・ラヴァーズ 【2003年】（ソニーミュージックエンタテインメント）

### 4代目：伊武雅刀
- JET STREAM WINTER FLIGHT【2003年】（ユニバーサル・ミュージック・クラシック）
- JET STREAM SPRING FLIGHT【2003年】（ユニバーサル・ミュージック・クラシック）
- JET STREAM SUMMER FLIGHT【2003年】（ユニバーサル・ミュージック・クラシック）
- JET STREAM AUTUMN FLIGHT【2003年】（ユニバーサル・ミュージック・クラシック）

### 5代目：大沢たかお
- JET STREAM 〜Music Around The World〜【2012年】（エフエム東京）

### ナレーター不明
- JET STREAM CLASSIC【1995年】（バンダイ・ミュージックエンタテインメント）

## 映像ソフト
- JET STREAM WORLD CITY & STORIES（初代：城達也）
  - in NEW YORK【2004年】（TOKYO FM出版）※放送1万回記念DVD
  - in PARI【2004年】（TOKYO FM出版）
  - in ITALY【2004年】（TOKYO FM出版）

- アラウンド・ザ・ワールド〜想い出の旅の始まる日〜（初代：城達也） 
  - JAL JET STREAM(1) アラウンド・ザ・ワールド〜想い出の旅の始まる日〜（日本クラウン）

- JAL JETSTREAM（LD化・VHS化）作品（初代：城達也）
エフエム東京の協力も得て、日本航空宣伝販売促進室が企画・製作し、販売は一種の企業横断プロジェクト的に複数の会社に任せている（商品コードも個々の体系下で付番されている）。
  - JAL JETSTREAM SOUTH PACIFIC（クラウンレコード）
  - JAL JETSTREAM HAWAII（東芝EMI） 【1986年】協力ブリヂストン
  - JAL JETSTREAM WEST COAST（CBS・ソニーグループ） 【1986年4月21日】
  - JAL JETSTREAM AROUND THE WORLD 世界一周編（クラウンレコード）
  - :ヨーロッパ・アメリカ・カナダ・南米・南太平洋がテーマ。
  - JAL JETSTREAM 沖縄 SURFSIDE（東芝EMI）
映像版と音楽版、いずれも海外をテーマにしている中で珍しく唯一、日本国内リゾート地をテーマとしている。フュージョンが主なBGM。
  - JAL JETSTREAM ORIENT EXPRESS（東芝EMI） 【1986年4月1日】
空路による旅を主題とした中で、鉄道路（オリエント急行）による旅をテーマとしている。協力:フジテレビ
  - JAL JETSTREAM B747 SUPER FLIGHT（ソニービデオソフトウェア）
  - JAL JETSTREAM B747 COCKPIT（東芝EMI）
  - JAL JETSTREAM B747 CRUISING（ポリドール）

- その他
  - JET STREAM Digest Edition【1986年2月10日】 （アポロン）
シリーズ作品群のベスト版的作品。収録時間は41分とシリーズ内他作品より若干長い。1992年2月21日に、「JET STREAM WORLD Best Sellection」と改題されて再発売（価格も￥5,800円に若干値下げされる）。
  - JET STREAM FANTASY OF MEMORIES（初代：城達也）（エイベックス・ディストリビューション）

## 関連書籍
- 城達也『"ジェットストリーム"にひとり』PHP研究所、1981年12月10日。ISBN 4569206700。
- JET STREAM ピアノ・エディション・セレクト60―Your relax time（楽譜） / 清野 由紀子（2001年、ドレミ楽譜出版社、ISBN 4285111764）
- JET STREAM 旅への誘い詩集―遠い地平線が消えて（堀内茂男 著、2010年、TOKYO FM出版、ISBN 4887452349）

## パロディ番組
人気番組であるだけに、この番組を題材にしたオマージュやパロディも多い。以下はその一例である。タイトルの「JET STREAM」をもじった番組や番組内コーナー、番組構成等に全く類似性がないものもある。
- 北海道札幌市にあるコミュニティFMラジオ局真空管ラヂオ局 ラヂオノスタルジアにて、不定期に製作・放送されるパロディ番組『ROCKET STREAM』等。
- エフエム福岡『BUTCH COUNTDOWN RADIO』の一コーナーとして放送されている「ちょっとストリーム」(16:50 - 17:00)。当コーナーで使用される音楽は本家のイメージを損なわないように、イージーリスニングの曲をリクエストするようリスナーに呼びかけている。DJ BUTCHがパイロットを、kaedeがCAに扮する。オープニングの語りだしを本家からパロディし、雲海酒造のそば焼酎「雲海」の名前を出すことでスポンサー協力を仰いでいたが、粘り強いアプローチにより今では提携、スポンサーとなっている。
- HBCラジオで放送されている『ラジ魂』のエンディングのコーナー「ジェッ○ストリーム」。
- TBSラジオ『スーパーギャング 田代まさしのGOGOウッカリボーイ』のコーナー「ジェット・コスリーム」[25]。
- ニッポン放送『ナインティナイン岡村隆史のオールナイトニッポン』で、リスナー投稿コーナー「WET STREAM」が放送されている。本家のスクリプトを、下ネタの18禁にアレンジしているが、出演者の岡村隆史は当番組とは無関係なクリス・ペプラー[注 16]に扮してコーナーを進行していた。
- この番組と同じTOKYO FM制作の番組『三菱ふそう presents 熊田曜子 風をあつめて』では、グラビアアイドルの熊田曜子がバスガイドとして観光バス風にアレンジ。イージーリスニングは扱っていない。
- フジテレビONEで放送されている『ゲームセンターCX』の1コーナーとして、視聴者から寄せられたファミコンゲームの裏技を紹介する『ウラワザジェットストリーム』が放送されていた。
- 尾張東部放送 「ちょこっとストリーム」という10分の映画音楽番組が放送されている。語り出しは「遠い猿投の山々に漆黒の闇が訪れるとき・・・」と本家を意識したものになっており、パーソナリティは「ジョー・タクヤ」と名乗っている。オープニング音楽は「ムーン・リバー」のインストルメンタル版。同局はTFMとも関係の深いMUSIC BIRDからの番組供給を受けている。
- 株式会社テクノブレインのPCゲーム「ぼくは航空管制官」のサウンドトラック「CONTRAIL」１曲目「Mr.Lonelyによろしく」は、ゲーム中には登場しないオリジナル曲であり、この番組へのオマージュである。この件に関しては同サウンドトラックのライナーノーツに記載がある。